# Itagaki Taisuke
Conde Itagaki Taisuke (板垣 退助, Itagaki Taisuke) (21 de maio de 1837 — 16 de julho de 1919) foi um político japonês e líder do Movimento da Liberdade e Direitos do Povo (自由民権運動, Jiyu Minken Undō), que acarretou na criação do primeiro partido político japonês.

## Primeiros Anos

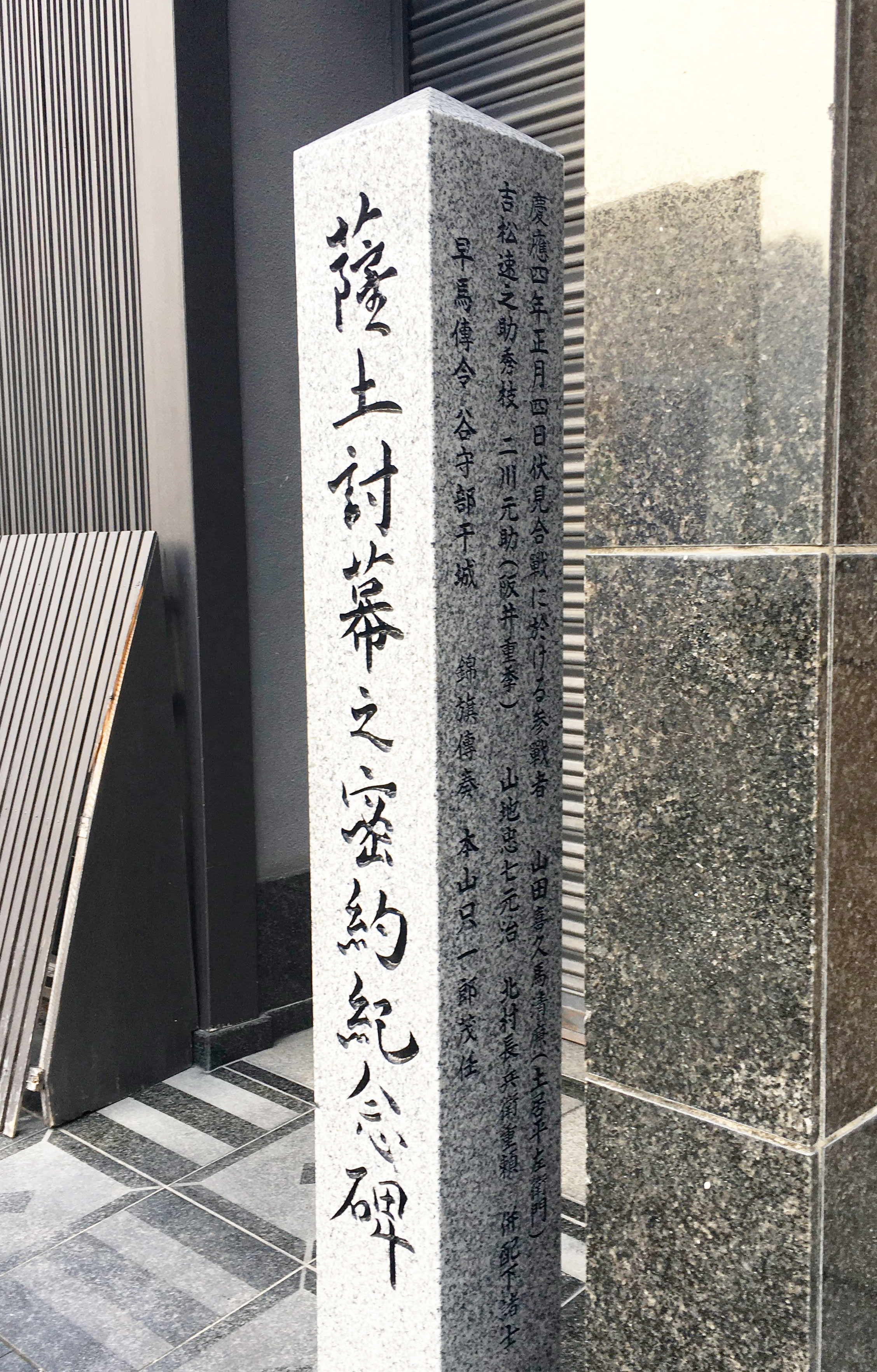
Monument of Satsu Do Toubaku no Mitsuyaku
(Gion, Kyoto, Japan)

Itagaki Taisuke nasceu em uma família de samurais intermediários durante no feudo de Tosa, atualmente Prefeitura de Kochi. Após estudar em Kochi e Edo, foi apontado como o sobayonin (conselheiro) do daimyo de Tosa, Yamauchi Toyoshige se tornando a par das despesas e dos objetivos militares durante o domínio Edo em 1861. Ele discordou do domínio dos oficiais de polícia de kobu gattai (uma reconciliação entre a Corte Imperial e o Tokugawa bakufu). 
No período entre 1867-1868, ele se encontrou com Saigo Takamori, o Xogum, em sua visita durante a Restauração Meiji. Durante a Guerra Boshin, ele emergiu como figura de liderança política do feudo de Tosa, reclamando um lugar no novo Governo Meiji após a derrota de Tokugawa.

## De Homem do Estado Meiji a Agitador Liberal
Itagaki foi apontado como Conciliador do Estado em 1869, e se envolveu em várias reformas chave, como a abolição do Sistema han em 1871. Como sangi (conciliador), ele geriu o governo temporário durante a ausência durante a Missão Iwakura.
Entretanto, renunciou ao Governo Meiji em 1873 após desentendimentos com a política de controle sobre a Coreia (Seikanron) e, mais genericamente, em oposição ao domínio Chōshū-Satsuma no novo governo.
Em 1874, junto com Goto Shojiro de Tosa e Eto Shimpei e Soejima Taneomi de Hizen, ele formou o Aikoku Koto (Partido Público de Patriotas), declarando "Nós, os 30 milhões de pessoas no Japão estamos igualmente dotados de certos direitos definitivos, entre os quais, o de apreciar e defender a vida e a liberdade, adquirindo e possuindo propriedades e obtendo sua subsistência e perseguir sua felicidade. Estes direitos dádivas da Natureza sobre todos os homens, e, por isso, não pode ser tirado pela força de nenhum homem."
Este apelo antigovernamental estimulou o descontentamento contra os samurais e a aristocracia rural (que se implantou taxação centralizada) entre camponeses (quem estavam descontentes com os preços elevados e baixos salários). A participação de Itagaki no liberalismo deu a ele a legitimação política no Japão, e o tornou um líder no impulso para reforma democrática. 
Itagaki e seus associados criaram uma variedade de organizações para fundir a instituição samurai ao liberalismo ocidental e a formação de uma Assembleia Nacional, com constituição escrita e limites no exercício do poder governamental. Neste movimento se incluíram o Risshisha (Movimento de Autoajuda) e o Aikokusha (Sociedade dos Patriotas) em 1875. Após a fundação e uma estagnação inicial, o Aikokusha foi retomado em 1878 e mobilizou-se com um sucesso crescente como parte do Movimento da Liberdade e Direitos do Povo. 
O movimento despertou a ira do governo e dos seus aliados. Em 1882, Itagaki quase foi assassinado pelo seu braço direito, que alegou "Itagaki deve morrer, mas a liberdade nunca!"

## Líder do Partido Liberal

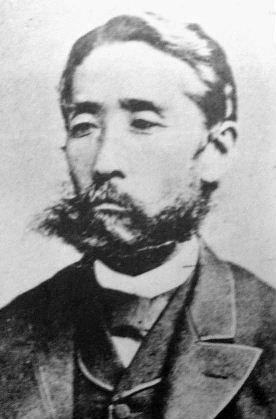
Itagaki Taisuke

No encontro de líderes na Conferência de Osaka em 1875, seduziu Itagaki a ideia de retornar ao Governo como sangi. Entretanto, novamente renunciou após 2 meses por se opor à concentração excessiva do poder no Genrōin.
Itagaki criou o Partido Liberal (Jiyuto) junto com Numa Morikazu em 1881, onde, através do Rikken Kaishinto, ícone do descontentamento nacional de 1880-1884. Neste período, um racha se formou no movimento entre as classes mais baixas e as lideranças da aristocracia no partido. Itagaki se tornou envolvido na controvérsia quando ele fez uma viagem a Europa, onde muitos acreditaram ter sido financiada pelo governo. A viagem foi custeada pelo empresa Mitsui, mas suspeitas sobre Itagaki começaram a tomar força no governo. Consequentemente, grupos radicais se proliferaram, minando a unidade do partido e do movimento. Itagaki foi ofertado com o título de Conde (Hakushaku) em 1884, em um novo sistema de nobreza conhecido como kazoku, mas ele só aceitou com a condição de que o título não seja herdado pelos seus descendentes.
O partido liberal se dissolveu em 20 de Outubro de 1884. Se restabeleceu em um breve período antes da abertura da Dieta Nacional do Japão em 1892 e o Rikken Jiyūtō.
Em Abril de 1896, Itagaki juntou-se a segunda administração Ito como Ministro do Interior. Em 1898, Itagaki juntou-se a Okuma Shigenobu de Shimpoto para formar o Kenseito, e o primeiro Governo Partidário do Japão. Okuma tornou-se Primeiro Ministro, e Itagaki continuou em seu cargo. O Gabinete entrou em colapso a´pós 4 meses de disputas entre fações, evidenciando a imaturidade do parlamento democrático do Japão daquela época.
Itagaki retirou-se da vida publica em 1900 e gastou o resto de sua vida escrevendo, vindo a falecer por causas naturais em 1919.

## Legado

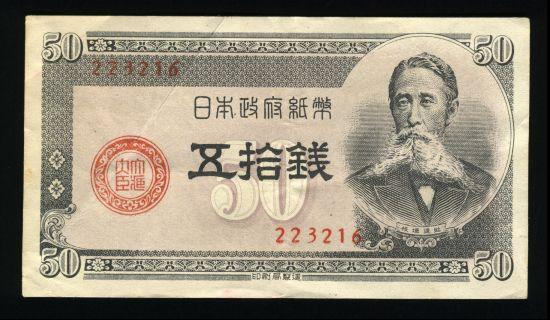
cédula de 50 sen com retrato de Itagaki

Itagaki é creditado como o primeiro líder partidário japonês e uma importante força no liberalismo do Japão da era Meiji. Recebeu da nobreza a elevação póstuma ao título de hakushaku (Conde). 
Seu retrato foi exibido em antigas cédulas de 50 sen e 100 yens emitidas pelo Banco do Japão.